# Ngwavuma (Fluss)
Der Ngwavuma ist ein Fluss in Eswatini und in der Provinz KwaZulu-Natal in Südafrika. Er ist einer der fünf größten Flüsse in Eswatini. 

## Name
Für den Namen des Flusses gibt es zahlreiche unterschiedliche Schreibweisen: Inguavuma, Ingwavuma, Ingwovuma, Nggwavuma (Google auch: Nggwayuma). Der Name bezieht sich wahrscheinlich auf den Namen der Strauchart Elaeodendron transvaalense in der Zulu-Sprache, dessen Rinde auch als Fieber-Medikament Verwendung findet. Eine alternative Erklärung ist ein lautmalerisches Wort, das das Donnern der Wasser in einer Schlucht beschreibt. Ein Ort am Unterlauf in Südafrika, Ingwavuma, ist ebenfalls nach dem Fluss benannt.

## Verlauf
Der Fluss entsteht bei Sandleni in der Region Shiselweni aus dem Zusammenfluss zahlreicher Quellbäche (in der Nähe der MR10, die dem Verlauf des Flusstales folgt). Einige davon reichen noch ein ganzes Stück nach Norden ins Gebiet von Mtsambama (⊙). Während es auf den Hügelkämmen in der Umgebung savannenartige Vegetation gibt, wird entlang der Flusstäler kleinräumig, aber intensiv Landwirtschaft betrieben. Der Fluss verläuft zunächst stark mäandrierend nach Süden und nimmt zahlreiche Zuflüsse von Osten und Westen auf. Er nimmt bei Hosea den Muweni River und den Ngwede River auf, bevor er von der Fernstraße MR12 überquert wird, und wendet sich von da an stärker nach Osten. Er verläuft am Südhang des Lobati, wo er auch den Mantambe (⊙) aufnimmt. Dann durchquert er eine Ebene, verläuft stärker nach Norden und wird in der inkhundla Sigwe von der Fernstraße MR21 überquert. Bald darauf tritt der Fluss über in die Region Lubombo und erreicht Nsoko, wo intensiv Wasser zur künstlichen Bewässerung abgeleitet wird. Danach durchbricht er die Lubombo-Berge und überquert die Grenze zu KwaZulu-Natal in Südafrika. In der Tiefebene wendet er sich wieder stärker nach Norden, verläuft noch ein Stück parallel zum Pongola, in den er südöstlich von Ndumo von Nordwesten und links mündet.